# سكوت هوتون
سكوت هوتون (بالإنجليزية: Scott Houghton)‏ (22 أكتوبر 1971 في المملكة المتحدة - ) هو لاعب كرة قدم بريطاني في مركز الوسط. شارك مع منتخب إنجلترا تحت 20 سنة لكرة القدم. أما مع النوادي، فقد لعب مع إيبسويتش تاون وتشارلتون أثلتيك وتوتنهام هوتسبير وستيفيناغ بوروه وكامبريدج يونايتد ونادي بيتربورو يونايتد ونادي ساوثيند يونايتد ونادي غيلينغهام ونادي لوتون تاون ونادي ليتون أورينت ونادي والسول ونادي هاليفاكس تاون.

## وصلات خارجية
- سكوت هوتون على موقع الاتحاد الدولي (مؤرشف)  (الإنجليزية)
- سكوت هوتون على موقع قاعدة بيانات كرة القدم.إي يو (الإنجليزية)
- سكوت هوتون على موقع Soccerbase.com (لاعب) (الإنجليزية)